# Kenan Evren
Kenan Evren (Alaşehir, 17. srpnja 1917. – Ankara, 9. svibnja 2015.), bivši turski general, vođa puča izvršenog 12. rujna 1980., te kasnije 7. predsjednik Turske.
Rodio se u mjestu Alasehir. Nakon završene osnovne i srednje škole, ide u vojnu školu,kasnije diplomira i na vojnoj akademiji.
Uspinje se po vojnoj ljestvici, na kraju dobivši čin generala, a 1978. imenovan je i načelnikom glavnog stožera oružanih snaga.
Godine koje su prethodile puču okarakterizirane su kao žestoka borba između krajnje desnice i krajnje ljevice. U nadi da će vidjeti komunističku revoluciju, ljevičarski militanti pobunili su se na ulicama; s druge strane, desničarski nacionalistički militanti uzvratili su udarac lijevim revolucionarima i izazvali vjersko uzbuđenje. Sveučilišta su zauzela strane i svako je postalo sjedište bilo ljevičara bilo desničara. Kaotična situacija koju su stvorile skupine krajnje ljevice i krajnje desnice uništila je javnu sigurnost u zemlji. Komunističke i neofašističke skupine pokušavale su čak i ulice držati pod svojom kontrolom, tukući ili ubijajući sve koji nisu bili među njima. Konačno, antisekularistički skup koji su organizirali islamisti u Konyi 6. rujna 1980. bio je kap koja je prelila čašu.
S državnim udarom došlo je Vijeće za nacionalnu sigurnost kao vladajuće tijelo. Vijeće 1980. godine činili su zapovjednici Kenan Evren, načelnik stožera i predsjednik države. Sabor je raspušten. Na govoru u Muşu 1984., o pogubljenju Erdala Erena, komunističkog militanta koji je navodno imao 17 godina, ali prema službenim podacima rođen 1961., koji je bio optužen za ubojstvo turskog vojnika, rekao je "Sad ću mu, kad ga uhvatim, suditi, a onda ga neću likvidirati, doživotno ću se brinuti o njemu. Nahranit ću tog izdajicu koji je uzeo pušku ovim vojnicima koji su godinama prolijevali krv za ovu domovinu. Biste li pristali na to?!"
Nakon pada s vlasti, povukao se u mediteransko ljetovalište, gdje se posvetio slikarstvu. Bio je oženjen imao je troje djece.
Nakon Eceviteve smrti, pokajao se zbog represije nad političkim protivnicima. Spriječena su dva atentata na njega.
Kenan Evren osuđen je u lipnju 2014. na doživotni zatvor zajedno s nekadašnjim zapovjednikom Turskog ratnog zrakoplovstva generalom Tahsinom Şahinkayom. Kao jedini živući članovi tadašnjeg Vijeća za nacionalnu sigurnost (MGK), koje je vodilo državu nakon državnog udara 1980., na teret su im bile stavljene optužbe za nasilno raspuštanje Parlamenta, ukidanje Ustava i rušenje demokratskog poretka države. Obojici je sud oduzeo generalske činove te su degradirani u čin vojnika.
Pokopan je na državnom groblju u Ankari, uz vojne počasti. Njegovom pogrebnu nisu prisustvovali predstavnici niti jedne političke stranke.